# Stranger to Stranger (Industry)
Stranger to Stranger è il primo ed unico album del gruppo statunitense Industry, pubblicato dall'etichetta discografica Capitol su LP (catalogo ST 12316 - 777 7 12316 1) nel 1983 (distribuito in Europa dalla EMI nel 1984, 1C 064-2401231), anticipato dal singolo State of the Nation.
| Recensione | Giudizio |
| ---------- | -------- |
| AllMusic   | [ 1 ]    |

## Il disco
Nel 1983 è stato preceduto dall'EP Industry contenente i 5 brani: Communication, State of the Nation, Romantic Dreams, Still of the Night, Living Alone Too Long, tutti riportati in quest'album.
Ha raggiunto la 48ª posizione in Svezia grazie al singolo di successo State of the Nation, che è arrivato fino alla decima.

## Tracce
L'ordine delle tracce e le loro durate sono quelle stampate sulle copertine; in realtà sul disco i due lati sono fisicamente invertiti (il lato B è il primo, il lato A il secondo).
Lato A
1. Still of the Night – 4:05 (Jon Carin)
2. Until We're Together – 3:59 (Jon Carin, Rudy Perrone)
3. Romantic Dreams – 3:53 (Jon Carin)
4. What Have I Got To Lose – 4:03 (Jon Carin)
5. State of the Nation – 4:33 (Jon Carin, Mercury Caronia)

Lato B
1. Shangri-La – 3:47 (Rudy Perrone)
2. Communication – 4:05 (Jon Carin, Mercury Caronia)
3. All I Need Is You – 2:55 (Jon Carin, Mercury Caronia, Rudy Perrone)
4. Stranger in a Strange Land – 5:18 (Jon Carin)
5. Living Alone Too Long – 4:07 (Jon Carin, Mercury Caronia)

## Formazione
- Jon Carin - voce solista, sintetizzatori, tastiere
- Mercury Caronia - batteria acustica ed elettronica, voce
- Rudy Perrone - basso, chitarra, voce
- Brian Madden Unger - chitarra, voce